# گروه ورزشی ماموت
گروه ورزشی ماموت یک تولید کننده سوئیسی محصولات و لوازم کوهنوردی واقع در سیون سوییس است.
این شرکت در سال ۱۸۶۲ توسط کسپر تنر در ناحیه دینتیکون تأسیس شد. امروزه ماموت متعلق به کونزتا ای جی است. شرکت‌های رایشله (کفش کوهنوردی)، آیونگیلاک (کیسه خواب) و توکو (واکس اسکی) متعلق به گروه ورزشی ماموت هستند.
در سال ۲۰۱۱ ماموت فروشی بالغ بر ۲۱۰٫۸ میلیون فرانک سوئیس داشت. این شرکت به همراه شرکت آلمانی ادلرید بزرگترین تولیدکننده طناب کوهنوردی در جهان است.
کارکنان ماموت در اداره مرکزی حدود ۲۰۰ نفر هستند و همچنین ماموت صاحب چندین کارگاه در سرتاسر جهان است.
انبار مرکزی ماموت در اروپا، در شهر ممینگن آلمان قرار دارد که چندین بار توسعه داده شده‌است.